# Enzo Bianchi
Enzo Bianchi, född 3 mars 1943, är en italiensk munk, grundare av kommuniteten i Bose, och författare av ett flertal andliga böcker, varav några har översatts till svenska.
Bianchi föddes i Castel Boglione (Nizza Monferrato), och växte upp i byn Castervè. Studerade vid universitetet i Turin, där han och några medstudenter bestämde sig för att starta ett kloster. Endast Bianchi gjorde slag i saken, och 22 år gammal slog han sig ner i kommuniteten i Bose. Han grundade ett kloster som är ekumeniskt, med både katoliker och protestanter, och dessutom för både munkar och nunnor. Han är också regelbundet skribent i flera av den större tidningarna (La Stampa, La Repubblica, Avvenire) i Italien. Bianchi är av påven invald som ledamot i Vatikanens ekumeniska råd.